# O Fantasma do Paraíso
Phantom Of The Paradise (bra/prt: O Fantasma do Paraíso) é um filme norte-americano cult de 1974, dos gêneros musical, comédia e terror, escrito e dirigido por Brian De Palma, livremente baseado nO Fantasma da Ópera (romance de Gaston Leroux), n'O Corcunda de Notre Dame (obra de Victor Hugo), nO Retrato de Dorian Gray (romance de Oscar Wilde) e em Fausto (conto alemão adaptado por Goethe).

## Sinopse
Swan (Paul Williams) é um famoso produtor satânico de discos que está criando o PARAÍSO, uma casa de espetáculos que está planejada para ser o novo templo do rock. Como precisa de uma música para inaugurar decide roubar a música do cantor e compositor Winslow Leach (William Finley), canção que retrata a trajetória de Fausto.

## Personagens
- Paul Williams é Swan / O Fantasma (quando canta)
- William Finley é Winslow Leach / O Fantasma
- Jessica Harper é Phoenix
- Gerrit Graham é Beef (dublado por Raymond Louis Kennedy nas canções)
- George Memmoli é Philbin

## Prêmios e indicações
Oscar 1974 (EUA)
- Indicado na categoria de Melhor trilha sonora adaptada[5]

Globo de Ouro 1974 (EUA)
- Indicado na categoria de Melhor trilha sonora[6]

Prêmio Saturno 1974 (Academy of Science Fiction, Fantasy & Horror Films)
- Indicado na categoria de melhor filme de terror[carece de fontes?]

## Canções
1. "Goodbye, Eddie, Goodbye" – The Juicy Fruits
2. "Faust" – Winslow
3. "Never Thought I'd Get to Meet the Devil" – Winslow
4. "Faust" (1 reprise) – Winslow, Phoenix
5. "Upholstery" – The Beach Bums
6. "Special to Me" – Phoenix
7. "Faust" (2 reprise) – O fantasma
8. "The Phantom's Theme (Beauty and the Beast)" – O fantasma
9. "Somebody Super Like You" (Beef construction song) – The Undeads
10. "Life at Last" – Beef
11. "Old Souls" – Phoenix
12. "The Hell of It" (nos créditos) – Swan